# Wiesław Banyś
Wiesław Banyś (ur. 30 sierpnia 1951 w Olkuszu) – polski filolog romański, profesor nauk humanistycznych, profesor zwyczajny Uniwersytetu Śląskiego w Katowicach i rektor tej uczelni w kadencjach 2008–2012 oraz 2012–2016, przewodniczący Konferencji Rektorów Akademickich Szkół Polskich.

## Życiorys
Studia z zakresu filologii romańskiej ukończył w 1974 na Uniwersytecie Jagiellońskim. Pracę doktorską zatytułowaną Ambiguïté référentielle des descriptions indéfinies en français obronił na Wydziale Filologicznym UŚ w 1981. Stopień doktora habilitowanego uzyskał w 1990 na Wydziale Neofilologicznym Uniwersytetu Warszawskiego na podstawie rozprawy pt. Théorie sémantique et „si...alors”. Aspects sémantico-logiques de la proposition conditionnelle. 1 stycznia 2001 otrzymał tytuł profesora nauk humanistycznych.
Zawodowo związany z Uniwersytetem Śląskim w Katowicach, na którym doszedł do stanowiska profesora zwyczajnego w Instytucie Języków Romańskich i Translatoryki. Obejmował funkcję zastępcy dyrektora (1999–2002) i dyrektora (2002–2005) Instytutu Filologii Romańskiej, kierownika Zakładu Językoznawstwa Romańskiego (od 1991), prodziekana ds. współpracy zagranicznej i nauki Wydziału Filologicznego (1994–1996), dziekana tegoż wydziału (1996–2002), dyrektora Instytutu Języków Romańskich i Translatoryki (od 2005), prorektora ds. nauki, współpracy i promocji (2002–2005) oraz ds. nauki i informatyzacji (2005–2008). 1 kwietnia 2008 został wybrany na rektora Uniwersytetu Śląskiego w Katowicach. 27 marca 2012 uzyskał reelekcję na drugą czteroletnią kadencję.
Odbył kilkanaście staży naukowych na uniwersytetach francuskich (w tym na Sorbonie), był także profesorem wizytującym na Université Sorbonne Paris Nord. Został członkiem polskich, francuskich i amerykańskich towarzystw językoznawczych. Wybierany na przewodniczącego Konferencji Rektorów Uniwersytetów Polskich (na kadencję 2008–2012) oraz Konferencji Rektorów Akademickich Szkół Polskich (na kadencję 2012–2016), a w 2015 na członka zarządu Europejskiego Stowarzyszenia Uniwersytetów.
W pracy naukowej specjalizuje się w zagadnieniach z zakresu językoznawstwa ogólnego i romańskiego, w tym gramatyki semantycznej i lingwistyki kognitywnej. Zajmuje się również zagadnieniami z zakresu językoznawstwa stosowanego w tym językoznawstwem komputerowym, tłumaczeniem automatycznym i tłumaczeniem przy użyciu komputera.

## Odznaczenia i wyróżnienia
- Srebrny Krzyż Zasługi (1991[5] i 1993[6])
- Złoty Krzyż Zasługi (1998[7])
- Złota Odznaka „Za zasługi dla Uniwersytetu Śląskiego” (2005[5])
- Medal Komisji Edukacji Narodowej (2008[5])
- Order Palm Akademickich (Francja, 2006[5] i 2010[8])
- Krzyż Oficerski Orderu Odrodzenia Polski (2011[9])
- Kawaler Orderu Legii Honorowej (Francja, 2014[10][11])
- Krzyż Oficerski Orderu Leopolda (Belgia, 2016[12])
- Srebrny Medal za Zasługi dla Policji (2013[13])
- Doktor honoris causa Uniwersytetu Pedagogicznego im. Komisji Edukacji Narodowej w Krakowie (2014[14]) oraz Akademii WSB w Dąbrowie Górniczej (2018[15])